# Poraqueiba
Poraqueiba é um genêro de árvores pertencentes à família das icacináceas.

## Espécies
- Poraqueiba acuminata Miers
- Poraqueiba cubensis C.Wright
- Poraqueiba guianensis Aubl.
- Poraqueiba paraensis Ducke
- Poraqueiba rhodoxylon Urb.
- Poraqueiba sericea Tul.
- Poraqueiba surinamensis Miers